# 迈克尔·霍普金斯
迈克尔·约翰·霍普金斯爵士，CBE，RA（1935年5月7日—2023年6月17日）是英国一名建筑师。 他是英国皇家建筑师协会皇家金奖的获得者，并与他的妻子帕蒂·霍普金斯共同创立了霍普金斯建筑师事务所；他与妻子都是英国当代最伟大的建筑师之一。 迈克尔和帕蒂都被认为是开创了“高技建筑”风潮的英国设计师群体中的一员，这个群体还包括理查德·罗杰斯、诺曼·福斯特、尼古拉斯·格雷姆肖和泰瑞·法雷尔等。

## 早年概况
迈克尔·霍普金斯于1935年5月7日出生在英国多塞特郡的普尔。 他的父亲杰拉德·霍普金斯（Gerald Hopkins）是一名建筑商，他的母亲芭芭拉·霍普金斯（Barbara Hopkins）在迈克尔很小的时候就决定将他培养成一名建筑师。
迈克尔就读于舍伯恩的一所公学，随后他进入伯恩茅斯艺术大学学习建筑学。

## 职业生涯
在迈克尔·霍普金斯年满23岁之前，他已经与巴兹尔·斯宾塞、弗雷德里克·吉贝尔一起工作，并在伦敦的建筑联盟注册。 此后，他还与诺曼·福斯特合作过；诺曼是伊普斯威奇威利斯·费伯集团总部项目的建筑师。与诺曼·福斯特、理查德·罗杰斯、尼古拉斯·格雷姆肖和泰瑞·法雷尔一起，霍普金斯夫妇也被认为是将“高技建筑”风潮引入英国的领军人物。
1976年，迈克尔与自己独立经营事务所的妻子合伙开设了霍普金斯建筑师事务所。他们的第一批建筑作品就包括他们自己位于伦敦汉普斯特德的住家；这是一栋带有玻璃幕墙的轻型钢结构建筑。 早期霍普金斯建筑师事务所的建筑作品，例如位于圣埃德蒙兹伯里的格林王啤酒厂及位于剑桥附近的斯伦贝谢实验楼群（Schlumberger Laboratories）等，都使用了新材料和施工技术。该事务所通过证明轻型钢和玻璃结构可以提高能源效率来挑战传统的建筑智慧，并率先在英国使用永久性轻型织物结构，其中罗德板球场的蒙德看台（Mound Stand）就是一个显着的例子。而从1980年代中期开始，他们开始实践探索他们所谓的“更新传统材料”技术， 他们通过将石工和木工等传统工艺与当代工程相结合，增加其表现潜力。这种做法因其将超现代技术与传统建筑相结合而获得认可，拓宽了材料和形式的范围。
1994年，霍普金斯夫妇共同获得了由英国皇家建筑师协会所颁发的皇家金奖。颁奖词将霍普金斯夫妇的作品描述为“不仅是利用技术来建造美丽的建筑，也不仅是简单地以最优雅的方式适应困难和多变的任务，最重要的而是用石头捕捉并用青铜传递我们这个时代最美好的愿望”， 赞扬了他们对“现代与传统之间微妙关系”辩论的贡献，并补充道“对于霍普金斯夫妇来说，进步不再是与过去的决裂，而是一种延续，他们巧妙地将石头和木材等传统元素与先进的环保技术相结合”。

## 荣誉奖项
1989年，迈克尔·霍普金斯因其在建筑方面的贡献而获得大英帝国司令勋章；并在1995年因为他在建筑领域的服务而获得下级勋位爵士。
2011年，迈克尔被授予AJ100职业贡献奖。
迈克尔于1992年当选为皇家院士， 两年后与妻子帕蒂共同获得英国皇家建筑师协会皇家金奖。

## 个人生活
在建筑联盟学院学习期间，迈克尔·霍普金斯遇到了他终生的合作者帕蒂·温莱特；他们后于1962年结婚。
他们共同育有三个孩子：莎拉（Sarah）、阿比盖尔（Abigail）和乔尔。霍普金斯夫妇的子女都在位于伦敦汉普斯特德的霍普金斯开放式宅邸长大，不过在孩子们长大后要求给他们的卧室加盖墙壁。 三个孩子都跟随他们的父母而从事艺术相关职业，萨拉是国家美术馆翻修的项目总监；阿比盖尔成为了一名建筑师，她和她的丈夫共同执业；乔尔则是一名获得过英国电影和电视艺术学院所颁英国电影学院奖的编剧兼导演。
霍普金斯夫妇目前有11名孙辈，分别是莎拉的艾米·杨格（Amy Younger）、萨姆·杨格（Sam Younger）和汤姆·杨格（Tom Younger）；阿比盖尔的扎克·萨内（Zak Sanei）、哈娜·萨内（Hana Sanei）、妮娜·萨内（Nina Sanei）、扎尔·萨内（Zal Sanei）和齐巴·萨内（Ziba Sanei）；乔尔的杰西·霍普金斯（Jesse Hopkins）、卡斯帕·霍普金斯（Caspar Hopkins）和麦克斯·霍普金斯（Max Hopkins）。

### 死讯
2023年6月17日，迈克尔·霍普金斯因血管性失智症辞世，享年88岁。

## 代表作品
| 建成年份 | 建筑名称                               | 坐落地址                             |
| -------- | -------------------------------------- | ------------------------------------ |
| 1976年   | 霍普金斯宅                             | 英国伦敦汉普斯特德                   |
| 1987年   | 罗德板球场蒙德看台                     | 英国伦敦威斯敏斯特                   |
| 1993年   | 维多利亚和阿尔伯特博物馆总体设计       | 英国伦敦南肯辛顿                     |
| 1994年   | 格林德伯恩歌剧院                       | 英国萨塞克斯郡刘易斯                 |
| 1995年   | 剑桥大学女王大楼                       | 英国剑桥伊曼纽尔学院                 |
| 2001年   | 威斯敏斯特地铁站                       | 英国伦敦威斯敏斯特                   |
| 2001年   | 保得利大厦                             | 英国伦敦新国会大厦                   |
| 2004年   | 惠康基金会吉布斯大楼                   | 英国伦敦尤斯顿路                     |
| 2007年   | 惠康珍藏馆                             | 英国伦敦尤斯顿路                     |
| 2007年   | 草地网球协会国家网球中心               | 英国伦敦罗汉普顿                     |
| 2008年   | 迪拜国际金融中心大门村                 | 阿联酋迪拜                           |
| 2008年   | 汉普郡板球俱乐部玫瑰碗板球场           | 英国汉普郡西区                       |
| 2009年   | 耶鲁大学克罗恩大楼                     | 美国康涅狄格州纽黑文耶鲁大学环境学院 |
| 2010年   | 普林斯顿大学弗里克化学实验室           | 美国新泽西州普林斯顿                 |
| 2010年   | 莱斯大学南方学院和邓肯与麦克默特里学院 | 美国得克萨斯州休斯敦                 |
| 2011年   | 伦敦室内自行车馆                       | 英国伦敦                             |
| 2012年   | 伦敦大学学院医院麦克米伦癌症中心       | 英国伦敦菲茨罗维亚                   |
| 2012年   | 马哈拉施特拉板球协会体育场             | 印度尼西亞浦那加洪杰                 |
| 2013年   | 世界自然基金会英国分会总部             | 英国萨里郡沃金地球生命中心           |
| 2015年   | 圣托马斯医院东翼                       | 英国伦敦兰贝斯                       |
| 2018年   | 东京中城日比谷                         | 日本东京千代田区有乐町               |
| 2018年   | 哈佛大学史密斯校园中心                 | 美国马萨诸塞州剑桥                   |
| 2018年   | 伦敦国王学院附属中学温布尔登音乐学校   | 英国伦敦温布尔登温布尔登公地南侧     |